# Viroconium

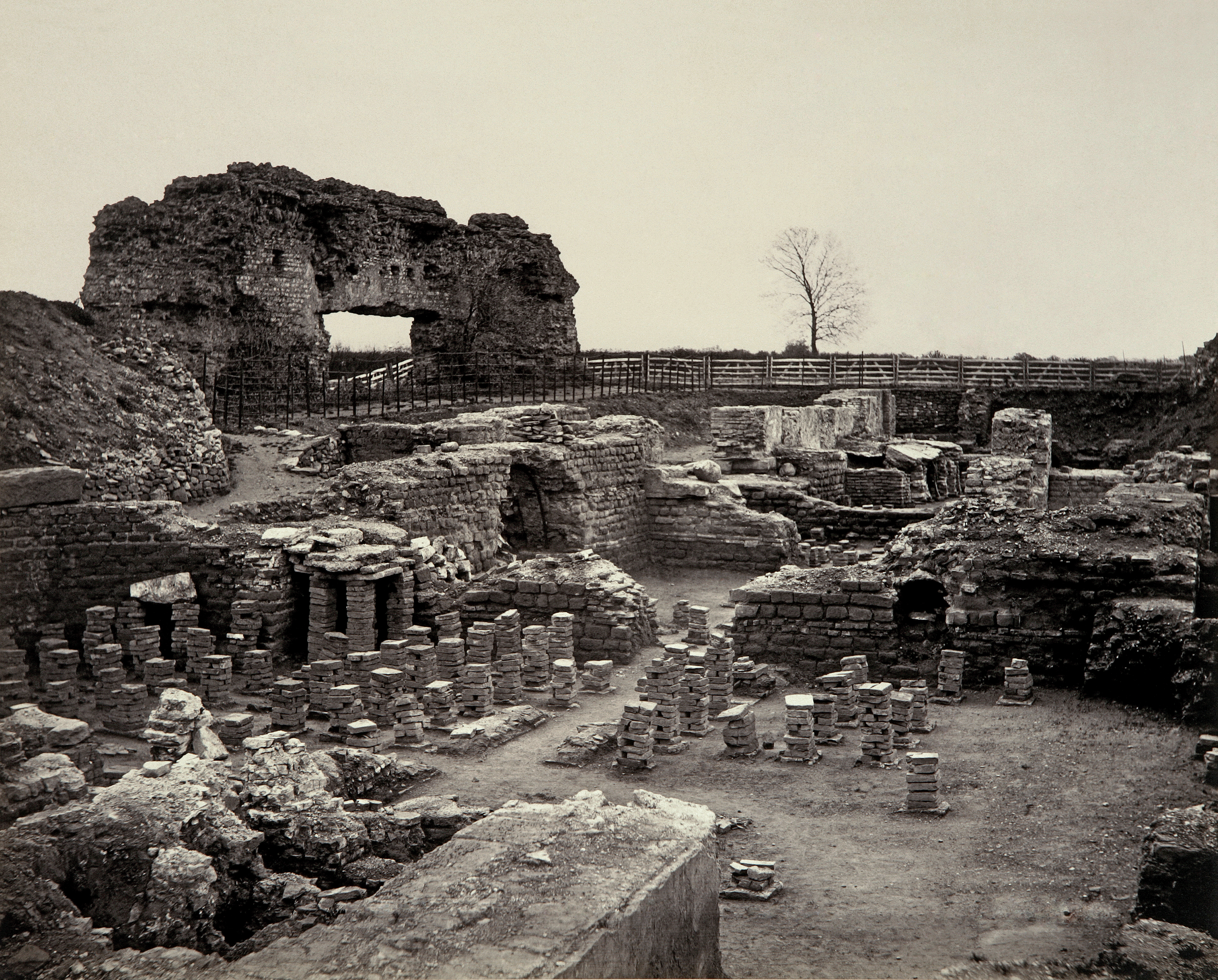
Ruinas romanas de Viroconium Cornoviorum, fotografiadas durante las excavaciones de Francis Bedford.

Viroconium (nombre completo: Viroconium Cornovium) fue una ciudad romana en lo que ahora es el este del condado inglés de Shropshire. Está cerca de la actual aldea de Wroxeter y, por eso, es también conocida como la Wroxeter Roman City (Ciudad Romana de Wroxeter) por el English Heritage, su dueño actual.
El sufijo de su nombre, Cornovium, lleva el nombre de la tribu de los Cornovii. Según el geógrafo griego Claudio Ptolomeo, había dos ciudades para los Cornovii: Viroconium y Deva Victrix (ahora Chester).
Viroconium era la 4˚ ciudad más grande en Gran Bretaña durante el reinado de los romanos, después de Londres, Cirencester y St Albans. Tenía una población aproximada de 6.000 habitantes. Fue fundado probablemente en el año 48, al lado de Watling Street, una carretera antigua; y fue abandonada entre los años 500 y 650.
Después del final de la Britania romana, Viroconium fue la capital de los reinos de Pengwern y Powys, el más poderoso en Gran Bretaña. Por eso, existen creencias de que el Rey Arturo vivió en Viroconium.

## Historia

### Época romana
Viroconium se estableció por primera vez en los primeros años de la conquista romana de Britania como puesto fronterizo de una cohorte de tropas auxiliares tracias que formaban parte de las campañas de Publio Ostorio Escápula. El sitio estaba estratégicamente ubicado junto al final de Watling Street, la principal vía romana que atravesaba Britania desde Dubris (Dover). El puesto era una posición fronteriza clave porque defendía el valle del río Severn a su salida de Cambria y protegía la ruta hacia el sur que conducía al valle del Wye.
A mediados del I, la Legio XIV Gemina se hizo cargo del sitio de manos de los auxiliares tracios en preparación para la invasión a Gales y reemplazó el fuerte con una fortaleza legionaria mucho más grande. En 78, el gobernador Cneo Julio Agrícola dirigió campañas para reprimir a las tribus en el norte de Gales y a los druidas en Ynys Môn. En 80, Agrícola llevó a la Legio XIV Gemina al norte en sus expediciones punitivas contra los pictos en Escocia. Con la salida de la Legio XIV Gemina, la Legio XX Valeria Victrix se hizo cargo de la fortaleza.
A fines de los años 80, el fuerte ya no era usado por el ejército romano pues la Legio XX Valeria Victrix se reubicó en Deva Victrix. En este periodo, los canabae (asentamientos civiles) que habían crecido alrededor del fuerte legionario comenzaron a convertirlo en una ciudad. La investigación arqueológica ha encontrado que una casa de baños legionaria sin terminar en el centro de la ciudad eventúalmente se convirtió en el foro. Una década después, una cuadrícula de calles subsumía el plan del antiguo fuerte legionario.

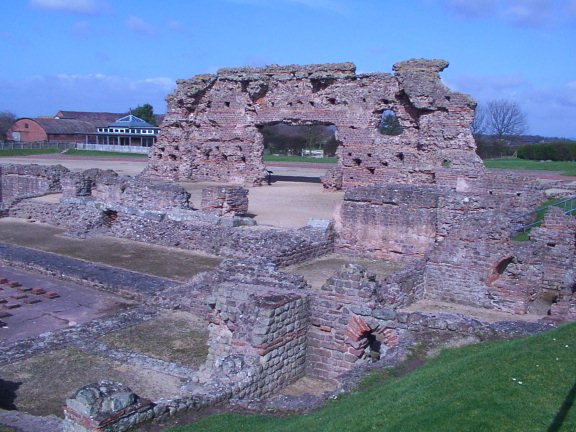
Restos de los baños públicos de Viroconium.

El foro con columnas se inició en la década de 120 cubriendo la casa de baños sin terminar, y con la impresionante inscripción dedicatoria a Adriano encontrada en las excavaciones que datan de la finalización de 130. Para entonces, la ciudad se había expandido especialmente bajo el emperador Adriano para cubrir un área de más de 173 acres (70,0 ha). Luego tuvo muchos edificios públicos, incluyendo termas. También se han excavado templos y tiendas más simples. En su apogeo, se estima que Viroconium fue uno de los asentamientos romanos más ricos y el cuarto más grande de Gran Bretaña, con una población de más de 15 000.
Entre 165 y 185, el foro se quemó, incluidas las tiendas y casas vecinas, y posteriormente se encontraron muchos contenidos de tiendas en las excavaciones. El foro fue reconstruido con varias modificaciones.
Tras el fin del dominio romano, cerca de 410, la tribu de los cornovios se dividió en Pengwern (Shropshire) y Powys. Esta división sociopolítica inició el declive de Viroconium como un asentamiento importante.

### Alta Edad Media
Aunque Viroconium sirvió como la capital posromana temprana de Powys, identificada de diversas formas con las antiguas ciudades galesas de Cair Urnarc o Cair Guricon que aparecieron en la lista de Historia Brittonum de las 28 civitates de Gran Bretaña, Viroconium se convirtió en el sitio de la corte de un reino posromano conocido en inglés antiguo como Wrocensaete, que fue la unidad territorial sucesora de Cornovia. Wrocensaete significa "los habitantes de Wroxeter".
La piedra de Wroxeter o piedra de Cunorix fue hallada en 1967, con una inscripción en un idioma celta insular, identificada por el Celtic Inscribed Stones Project (CISP) de University College como un "irlandés antiguo parcialmente latinizado". La inscripción, probablemente en una lápida reutilizada, data del 460-475 d. C., cuando los invasores irlandeses habían comenzado a establecer asentamientos permanentes en el sur de Gales y el suroeste de Gran Bretaña.
La vida de la ciudad en Viroconium continuó en el siglo V, pero muchos de los edificios se deterioraron. Entre 530 y 570, cuando la mayoría de los sitios urbanos y villas romanas en Gran Bretaña estaban siendo abandonadas, había un programa sustancial de reconstrucción. La antigua basílica fue cuidadosamente demolida y reemplazada por nuevos edificios con estructura de madera sobre plataformas de escombros. Estos probablemente incluían un edificio muy grande de dos pisos y varios edificios de almacenamiento y casas. En total, 33 nuevos edificios fueron "cuidadosamente planificados y ejecutados" y "construidos hábilmente según las medidas romanas utilizando una mano de obra capacitada". No se sabe quién instigó este programa de reconstrucción, pero pudo haber sido un obispo. Algunos de los edificios fueron renovados tres veces, y la comunidad probablemente duró unos 75 años hasta que, por alguna razón, muchos de los edificios fueron desmantelados..
El sitio probablemente fue abandonado pacíficamente en la segunda mitad del siglo VII o principios del VIII.

## Preservación

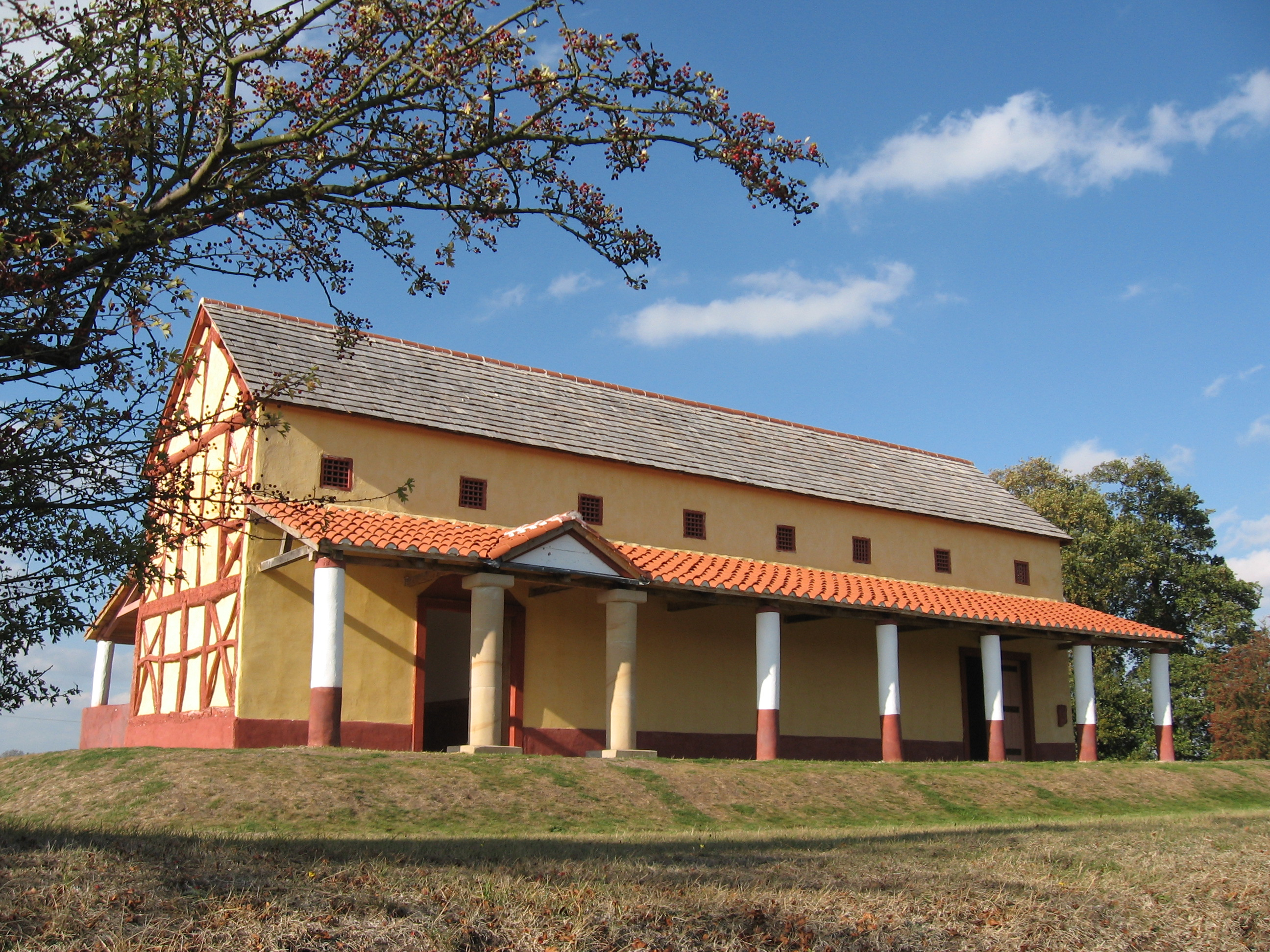
Recreación de una villa romana en Viroconium

Aunque el arqueólogo Philip A. Barker creía que la mampostería de Viroconium Cornoviorum se utilizó para construir las iglesias parroquiales cercanas de Atcham, Wroxeter y Upton Magna, algunos restos sustanciales todavía están en pie. Estos incluyen "la obra antigua" (un arco, parte del frigidarium de los baños y la ruina romana independiente más grande de Inglaterra) y los restos de un complejo de baños. Estos están expuestos al público y, junto con un pequeño museo, están a cargo de English Heritage con el nombre de "Wroxeter Roman City". Algunos de los hallazgos más importantes se encuentran en el Museo Music Hall de Shrewsbury. La mayor parte de la ciudad aún permanece enterrada, pero en gran parte ha sido cartografiada mediante estudios geofísicos y arqueología aérea.
La investigación arqueológica del sitio está en curso y se están excavando más edificios.

### Villa reconstruida
En febrero de 2011 se abrió al público una villa romana reconstruida para dar a los visitantes una idea de las técnicas de construcción romanas y cómo vivían los romanos. Una serie de televisión de Channel 4 titulada Rome Wasn't Built in a Day mostró cómo se construyó utilizando auténticas técnicas antiguas. Los constructores fueron asistidos por un equipo de voluntarios locales y supervisados por el arqueólogo Dai Morgan Evans, quien diseñó la villa.